# Les Infaillibles
Les Infaillibles — The Final Deduction dans l'édition originale américaine — est un roman policier américain de Rex Stout, publié en 1961. C’est le vingt-quatrième roman de la série policière ayant pour héros Nero Wolfe et son assistant Archie Goodwin.

## Résumé
À partir du mardi 25 avril 1961, Nero Wolfe et son bras droit Archie Goodwin sont plongés dans une sombre histoire d'enlèvement. 
Mrs. Althea Vail affirme qu'elle a l'intention de payer la rançon d'un demi-million de dollars aux ravisseurs de son mari, mais elle lui veut être certaine que Jimmy Vail lui revienne sain et sauf. Pour ce faire, Wolfe a l'intention de forcer la main des bandits. Il place une annonce dans le journal où il met en doute leurs intentions. Apparemment, la ruse fonctionne : après le paiement de la rançon, Jimmy Vail est libéré. 
Sur les entrefaites, la police de White Plains, en banlieue de New York, révèle que la secrétaire de Mme Vail, Dinah Utley, a été retrouvée assassinée sur les lieux où s'est déroulé l'échange entre l'argent et le kidnappé. Wolfe soupçonne la secrétaire d'être une complice des ravisseurs et refuse de s'impliquer davantage dans l'affaire, mais il y est contraint lorsque Jimmy Vail meurt à son tour dans ce qui paraît être un accident. Or, Wolfe est convaincu qu'il s'agit là d'un deuxième assassinat.

## Éditions
Édition originale en anglais
- (en) Rex Stout, The Final Deduction, New York, Viking Press, 1961

Éditions françaises
- (fr) Rex Stout (auteur) et Henri Catteau (traducteur), Les Infaillibles [« The Final Deduction »], Paris, Dupuis, coll. « Mi-nuit no 8 », 1966 (BNF 32959732)
- (fr) Rex Stout (auteur) et Henri Catteau (traducteur) (trad. de l'anglais), Les Infaillibles [« The Final Deduction »], Paris, 10/18, coll. « Grands détectives no 1968 », 1988, 286 p. (ISBN 2-264-01168-8, BNF 34988850)

## Sources bibliographiques
- André-François Ruaud, Les Nombreuses Vies de Nero Wolfe - Un privé à New York, Les Moutons électriques, coll. « Bibliothèque rouge », 2008  (ISBN 978-2-915793-51-2).
- J. Kenneth Van Dover, At Wolfe's Door : The Nero Wolfe Novels of Rex Stout, 2e édition, Milford Series, Borgo Press, 2003  (ISBN 0-918736-51-X).